# Бани Бахр
Бани Бахр, или Бани Бахер значи (Бахр или Бахер) породица или племе.
Бани Бахр, или Бани Бахер (بني بحر), је једно  од арапских племена која су живеле на границама Сирије и Ирака, насељено на простору савременог града (Маја-дина) и једно од племена које потиче од Бану Лахм. Они живе у Кувајту, Ираку, Сирији и Саудијској Арабији. Супруга бившег Емира Кувајта била је из породице Бахр. Једна од најбогатијих особа Кувајта било је Абдул Рахман Бахр. Има много Бахр породица које живе у Алепу, Сирија.